# Léon Julliot de La Morandière
Pour les articles homonymes, voir Julliot et Morandière.
Léon Francis Julliot de La Morandière, né le 9 septembre 1885 à Granville et mort le 16 octobre 1968 à Paris, est un juriste et universitaire français, membre de l'Académie des sciences morales et politiques à partir de 1946.

## Biographie
Léon Julliot de La Morandière est né le 9 septembre 1885 à Granville et mort le 16 octobre 1968 à Paris.
Frappé par la fièvre typhoïde dans sa jeunesse, il renonce à être marin et se consacre au droit.
Étudiant à la faculté de droit de Paris, il en est devenu docteur en soutenant en 1909 une thèse principale intitulée « De la réserve mathématique des primes dans l'assurance » puis une thèse complémentaire en 1910 intitulée « De la règle "Nulla poena sine lege" ».
Pendant la Première Guerre mondiale, bien que n'ayant pas fait son service militaire, il s'engage dès 1914 et combat comme lieutenant au sein du 7e régiment d'artillerie : il est blessé au genou en juillet 1918 et sera déclaré grand mutilé de guerre.
Pendant la Seconde Guerre mondiale, il entre dans la Résistance en intégrant le réseau Combat. Son surnom était alors Lamomo. Il a notamment œuvré à contrecarrer les départs de trains de déportés.
Il était le frère de l'historien Charles Julliot de La Morandière (1887-1971).

## Activité académique
Enseignant principalement le droit privé (droit civil et commercial), il contribue grandement au droit comparé.
Tout d'abord chargé de cours à la faculté de droit d'Alger en 1911-1912, Léon Julliot de La Morandière est agrégé de droit privé des facultés de droit à partir de 1912. Il enseigne alors comme professeur de droit civil à Rennes de 1912 à 1914, Strasbourg de 1919 à 1922, puis Paris à partir de 1922 jusqu'en 1955. Il est directeur de la Maison franco-japonaise de 1933 à 1936 et devient à Tokyo ami et collectionneur du peintre Tsugouharu Foujita.
Au sortir de la Seconde Guerre mondiale, il est nommé en 1944 doyen de la faculté de droit de Paris, notamment du fait de son engagement dans la Résistance.
Il a été directeur de l'Institut de droit comparé de Paris, devenu Centre français de droit comparé, de 1941 à 1968.
Il est élu à l'Académie des sciences morales et politiques en 1946, et en est élu président en 1955. Son épée d’académicien retrace son parcours par ses inspirations japonaises (tsuba, fleurs de cerisier) et la présence des blasons de sa famille et des villes où il a enseigné.
Il était membre de l'Académie impériale du Japon, de l'Académie des sciences et des arts de Boston, de l'Académie d'Athènes.
Il était vice-président de l'Association Henri-Capitant des amis de la culture juridique française.

## Participation à des institutions juridiques
Après la Première Guerre mondiale, il est nommé secrétaire général de la Commission chargée de préparer la réintroduction du droit français en Alsace et en Lorraine (1918-1924).
Après la Seconde Guerre mondiale, reconnu à la fois pour ses faits de Résistance et pour ses qualités de juriste, Léon Julliot de La Morandière est appelé dès la Libération à siéger comme membre du Comité juridique auprès du gouvernement provisoire de la République de 1944 à 1946. Cette participation au conseil de l'exécutif se prolonge par une nomination au Conseil d'État comme conseiller d'État en service extraordinaire à partir de 1946. Il siège également au Comité constitutionnel de 1946 à 1958. Il préside en 1945 la commission de réforme du Code civil.
À l'étranger, il est sollicité en 1938 par le gouvernement colombien pour préparer la révision du Code civil.

## Décorations et distinctions
Léon Julliot de La Morandière était docteur honoris causa des universités de Liège, Louvain, Cambridge, Glasgow, Manchester, Salonique, Stockholm, Bâle, Prague, Laval et du Caire.
Il avait reçu des décorations de Tunisie, du Luxembourg, des Pays-Bas, de Grèce, du Japon (Ordre du Soleil levant), d'Italie, de Belgique et du Maroc.
Il était grand officier de la Légion d'honneur (1955).
Il était décoré de la Croix de guerre 1914-1918 avec palme et de la médaille de la Résistance.

## Postérité
Un lycée porte son nom à Granville.